# پرویز اصانلو
پرویز اصانلو کارگردان تهیه‌کننده اهل ایران است.

## زندگی‌نامه
وی پیش از ورود به سینمای حرفه‌ای از موفق‌ترین سازندگان فیلم‌های تبلیغاتی بود.

## فیلمشناسی
- لغزش (۱۳۳۲ تهیه‌کننده)
- شهر فرنگ (فیلم) (۱۳۴۶ نویسنده کارگردان تهیه‌کننده)
- حسن سیاه (۱۳۵۱ کارگردان)